# Lasse Dahlquist (skulptur)

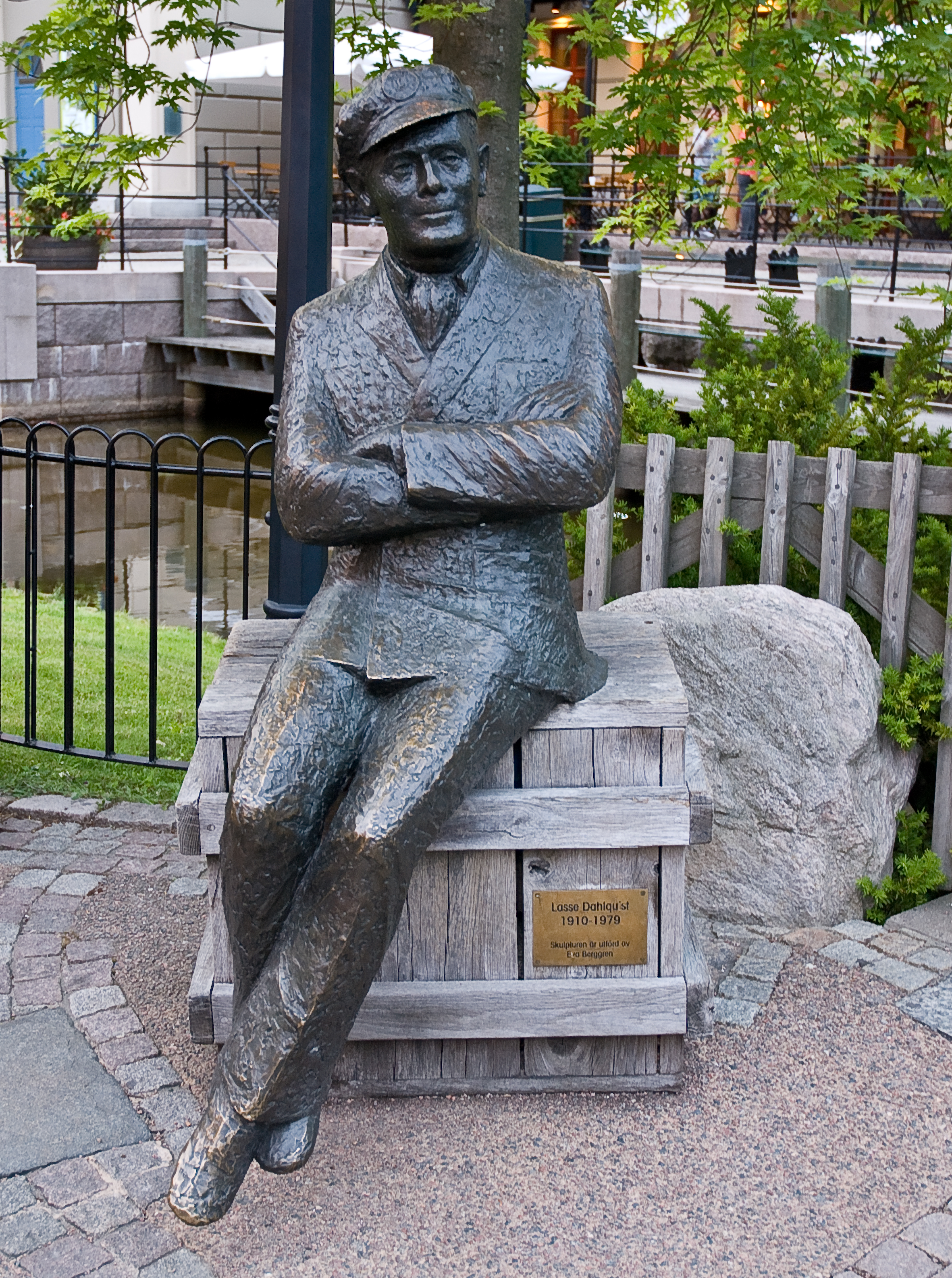
Lasse Dahlquist studerar folklivet på Liseberg.

Lasse Dahlquist är en staty i brons av Eva Berggren upprest 1986 vid Polketten på Liseberg. Den flyttades 1998 till sin nuvarande plats vid Lisebergs hamn. Den föreställer vissångaren och skådespelaren Lasse Dahlquist i naturlig storlek sittande på en trälår. 